# Брёнстед, Йоханнес Николаус
Йоханнес Николаус Брёнстед (дат. Johannes Nicolaus Brønsted; 22 февраля 1879 — 17 декабря 1947) — датский физикохимик, член Датского королевского общества наук. Автор протонной теории кислот и оснований (предложил одновременно и независимо от Томаса Лаури), развивал теорию кислотно-основного катализа.

## Биография
Йоханнес Николаус Брёнстед родился в Варде — маленьком городке на западе Дании. В 23 года Йоханнес окончил Копенгагенский университет, а спустя три года вернулся туда работать. К 1908 году Брёнстед — уже профессор университета. В 1926 преподавал в Йельском и Колумбийском университетах США. С 1930 по 1947 год он возглавлял Физико-химический институт Высшей технической школы в Копенгагене.
В 1923 году Брёнстед выдвинул идею о солевых эффектах в кислотно-основном катализе в растворах и установил их причины. Он первым ввел в науку понятие «критический комплекс» (в известном смысле это понятие предшествовало понятию «активированный комплекс»).

## Научные достижения
Основные научные работы Йоханнеса Брёнстеда посвящены химической кинетике, катализу и термодинамике растворов. Он успешно и весьма продуктивно изучал каталитические реакции, кинетические свойства ионов в растворах и другие проблемы.
Главное достижение учёного — в том, что он сформулировал основные положения «общей» или «расширенной» теории кислот и оснований, согласно которой:
- кислота является донором, а основание — акцептором протонов;
- кислоты и основания существуют только как сопряженные пары;
- протон не существует в растворе в свободном виде, в воде он образует катион оксония.

Он установил и количественное соотношение между силой кислот и оснований и их каталитической активностью (уравнение Бренстеда).

## Награды и признание
В 1928 году Брёнстед получил медаль Эрстеда. В 1929 стал членом Американской академии искусств и наук, в 1947 году избран иностранным членом Национальной академии наук США.